# Garden of Evil
Garden of Evil (bra: Jardim do Pecado; prt: O Jardim do Diabo) é um filme estadunidense de 1954, um western de drama, ação e romance, dirigido por Henry Hathaway.

## Elenco
- Gary Cooper...Hooker
- Susan Hayward...Leah Fuller
- Richard Widmark...Fiske
- Hugh Marlowe...John Fuller
- Cameron Mitchell...Luke Daly
- Rita Moreno...cantora da cantina
- Víctor Manuel Mendoza...Vicente Madariaga

## Sinopse
Em um barco rumo à Califórnia, três americanos se conhecem: o reservado ex-xerife Hooker, o jogador falante Fiske e o texano impulsivo Luke. Todos desejam participar da Corrida do Ouro, porém, a chegada ao destino é adiada quando o motor do barco quebra e eles tem que esperar pelo conserto no pequeno povoado mexicano de Puerto Miguel. Ao beberem na cantina, eles recebem a proposta da desesperada Leah Fuller, que veio em busca de ajuda para salvar o marido que ficara preso em um desabamento de sua mina de ouro. Os três americanos e mais o mexicano Vicente aceitam ajudar a mulher e partem a cavalo com ela pelo longo e difícil caminho. A mina fica numa área vulcânica, dentro de terras sagradas dos apaches, e o grupo sabe ser uma questão de tempo até que os índios cheguem e os ataquem.